# Alexander Krieger
Alexander Krieger (Stuttgart, 28 november 1991) is een Duits wegwielrenner die anno 2024 rijdt voor Tudor Pro Cycling Team.

## Palmares
2017
3e Midden-Brabant Poort Omloop
2018
2e Ronde van Normandië
5e Ronde van Luxemburg
2e in de proloog en in de 2e etappe Ronde van Luxemburg
2019
2e Midden-Brabant Poort Omloop
2020
3e Duits kampioenschap op de weg
3e in de 1e, 2e en 4e etappe Ronde van Poitou-Charentes

## Resultaten in voornaamste wedstrijden
| Jaar | Ronde van Italië | Ronde van Frankrijk | Ronde van Spanje |
| ---- | ---------------- | ------------------- | ---------------- |
| 2020 |                  |                     |                  |
| 2021 | 140e             |                     | 117e             |
| 2022 | opgave           | 104e                |                  |
| 2023 | 121e             |                     |                  |
| 2024 | opgave           |                     |                  |
| 2025 | 159e (laatste)   |                     |                  |

| Jaar | Milaan-San Remo | Gent-Wevelgem | Ronde van Vlaanderen | Parijs-Tours |
| ---- | --------------- | ------------- | -------------------- | ------------ |
| 2020 |                 |               | opgave               | 12e          |
| 2021 |                 |               |                      |              |
| 2022 |                 |               |                      |              |
| 2023 |                 | 76e           |                      |              |
| 2024 | 138e            |               | 84e                  |              |
| 2025 | 165e            |               | opgave               |              |

## Ploegen
- 2010 –  Team Heizomat
- 2011 –  Team Heizomat
- 2012 –  Team Heizomat
- 2013 –  Rad-net Rose Team
- 2014 –  Team Stuttgart
- 2014 –  Team NetApp-Endura (stagiair vanaf 1 augustus)
- 2015 –  Leopard Pro Cycling
- 2016 –  Leopard Pro Cycling
- 2017 –  Leopard Pro Cycling
- 2018 –  Leopard Pro Cycling
- 2019 –  Leopard Pro Cycling
- 2020 –  Alpecin-Fenix
- 2021 –  Alpecin-Fenix
- 2022 –  Alpecin-Fenix
- 2023 –  Alpecin-Deceuninck
- 2024 –  Tudor Pro Cycling Team
- 2025 –  Tudor Pro Cycling Team

Anderson · Bayer · De Bondt · del Carmen Alvarado · De Tier · De Vreese · Dillier · Eibl · Jans · Janssens · Krieger · Leysen · Meisen · Merlier · Meurisse · Modolo · Philipsen · Pieterse · Planckaert · Richardson · Rickaert · Riesebeek · Sbaragli · Sweeck · Taminiaux · Thwaites · Tulett · Vakoč · D. van der Poel · M. van der Poel · Vergaerde · Vermeersch · Vervaeke · Vine · Walsleben
Anderson · Ballerstedt · Bax · Bayer · De Bondt · De Tier · Dillier · Gaze · Gogl · Janssens · Krieger · Leysen · Mareczko · Merlier · Meurisse · Oldani · Philipsen · Planckaert · Rickaert · Riesebeek · Sbaragli · Stannard · Taminiaux · Thwaites · Van Den Bossche · D. van der Poel · M. van der Poel · Van Keirsbulck · Vermeersch · Vermote · Vine
Ballerstedt · Bayer · Conci · De Bondt · Dillier · Gaze · Ghys · Gogl · Groves · Hermans · Janssens · Kragh Andersen · Krieger · Leysen · Mareczko · Meurisse · Oldani · Osborne · Philipsen · Planckaert · Plowright · Rickaert · Riesebeek · Sbaragli · Sinkeldam · Stannard · Taminiaux · Van Den Bossche · van der Poel  · Vermeersch
Bohli · Brenner · Brun · Charrin · Dainese · de Kleijn · J. Eriksson · L. Eriksson · Froidevaux · Heming · Kamp · Kelemen · Kluckers · Kolze Changizi · Krieger · Mayrhofer · Pellaud · Pluimers · Reichenbach · Rondel (vanaf 20/7) · Storer · Stork · Suter · Thalmann · Trentin · Voisard · Wilksch · Wirtgen · Zijlaard